# دایانا دورس
دایانا دورس (به انگلیسی: Diana Dors) ‏(۲۳ اکتبر ۱۹۳۱ – ۴ مه ۱۹۸۴) یک بازیگر زن و نماد سکس انگلیسی بود. او با نام دایانا مری فلاک در سویندون انگلستان زاده شد و در کالویل هاوس سویندون به تحصیل پرداخت. دورس به‌عنوان یک پدیده بلوند انگلیسی در هالیوود ظهور کرد.
دورس در سال‌های فعالیت حرفه‌ای خود (۱۹۴۷ تا ۱۹۸۴) در بیش از ۷۰ فیلم و ۷ سریال تلویزیونی نقش‌آفرینی کرد. او در برخی از فیلم‌ها با نام دایانا دی‌اُرس (به انگلیسی: Diana d'Ors) ظاهر می‌شد.

## فیلم‌شناسی
- آقای بلاندن شگفت‌انگیز (۱۹۷۲)
- مخمصه (۱۹۷۰)
- دختری در سوپ من (۱۹۷۰)
- هانی کولدر (۱۹۷۱)
- اون پائین به کارت ادامه بده (۱۹۷۶)
- ماجراهای راننده تاکسی (۱۹۷۶)
- مسیر خطر (۱۹۶۷)
- الیور توئیست (۱۹۴۸)